# Conférence épiscopale bolivienne
La Conférence épiscopale bolivienne (en espagnol : Conferencia Episcopal Boliviana, abrégé CEB) est une conférence épiscopale de l’Église catholique qui réunit les ordinaires de Bolivie.
Elle fait partie du Conseil épiscopal latino-américain (CELAM), avec une vingtaine d’autres conférences épiscopales.

## Membres
La conférence épiscopale réunit une petite cinquantaine de membres.

## Historique
Elle a publié le journal Presencia (es) de 1952 à 2001.

## Sanctuaires
La conférence épiscopale ne semble pas avoir désigné de sanctuaire national, même si la basilique Notre-Dame de Copacabana est souvent décrite comme tel.